# Правило игры
«Правило игры» — студийный альбом Фёдора Чистякова, выпущенный в 2013 году. Целиком состоит из песен собственного сочинения, что несколько выделяет его из остального сольного творчества музыканта.

## Список композиций
Все песни написаны Фёдором Чистяковым.
| №  | Название                 | Длительность |
| -- | ------------------------ | ------------ |
| 1. | «Видеомонтаж»            | 6:29         |
| 2. | «День рождения умершего» | 9:20         |
| 3. | «Колёсико»               | 5:31         |
| 4. | «Искусство»              | 6:26         |
| 5. | «Мориа»                  | 4:40         |
| 6. | «Злой язык»              | 6:03         |
| 7. | «Немой»                  | 6:04         |
| 8. | «Северный блюз»          | 6:48         |
| 9. | «Прости»                 | 5:20         |

## Участники записи
Фёдор Чистяков, Иван Жук, Алексей Смирнов, Наиль Кадыров, Сергей Стародубцев, Игорь Рудик, Владимир Кожекин, Мария Боронина, Евгений Турута, Александр Докшин.
Записано в студии Дом Композиторов СПб, студии «Добролёт» и «Дом 1000 звуков» в 2012—2013 годах.

## Критика
Алексей Мажаев оценил альбом положительно и охарактеризовал его как свободный и эмоциональный: «Артист словно вырвался из клетки на свободу и торопится поделиться наболевшим».
В своей рецензии на Zvuki.ru Соня Соколова отмечает хорошую игру на баяне и более свободное звучание баяна на фоне гитарных партий. Альбом наконец даёт надежды на возвращение Чистякова в большую музыку — «пересохший источник забил заново».